# Paul de Langlade
Pour l’article ayant un titre homophone, voir Paul Girod.
Pour son petit-fils et homonyme, voir Paul Girot de Langlade (préfet).
Pour les autres membres de la famille, voir Famille Girot de Langlade.
Paul Girot de Langlade, 5e baron de Langlade, né le 26 juillet 1894 au château de Langlade à Meilhaud dans le Puy-de-Dôme et mort le 16 janvier 1980 dans le même village, est un général de division de l'armée française qui s'illustra notamment au sein de la 2e division blindée lors de la Seconde Guerre mondiale.

## Carrière militaire

### Première Guerre mondiale
Engagé volontaire dès 1913, devançant l'appel à la mobilisation lors du premier conflit mondial, il est successivement affecté au 3e régiment de chasseurs à cheval puis au 69e bataillon de chasseurs à pied. Au sein de cette unité, alors qu'il monte à l'assaut d'une tranchée ennemie lors des offensives de la Marne pendant l'attaque de la Ferme de Navarin le 7 octobre 1915, il est grièvement blessé au bras droit. En 1916, il s'engage comme pilote dans l'aviation de bombardement de nuit où il termine la guerre. Comme aviateur il est notamment cité pour une opération de bombardement effectuée les 18 et 19 mai 1916 dans laquelle, malgré une panne de moteur, l'avion du lieutenant de Langlade parvient à rentrer en plané, survolant les tranchées à faible altitude malgré les tirs des soldats allemands. Il sort du conflit avec la Croix de guerre 14-18 ornée de sept citations, et chevalier de la Légion d'honneur.

### Entre deux guerres et Seconde Guerre mondiale
Paul de Langlade quitte l'aviation le 22 novembre 1923. De retour dans la cavalerie, il prend le commandement d'un escadron au 28e régiment de dragons à Metz. Il est ensuite affecté au Maroc en 1927 où il commence une carrière coloniale jusqu'en 1944. Au sein du 23e régiment de spahis Marocains, il commande l'escadron de dépôt alors en cours de transformation, avant de partir à sa tête pour les territoires du Sud où il exerce un commandement territorial. En 1934, à sa demande, il est envoyé comme adjoint d'un groupement de cavalerie opérant dans l'Anti-Atlas pour prendre part aux missions de pacification. Il reçoit la Croix de guerre des théâtres d'opérations extérieurs avec deux nouvelles citations.
Lorsque la guerre éclate en 1939, Langlade est au 1er régiment de chasseurs d'Afrique. En 1940, son régiment est chargé de défendre la ligne Mareth en Tunisie mais aucun ennemi ne se manifeste. L'armistice étant signé, le chef d'escadron de Langlade, réputé homme de terrain, négligeant le travail administratif et de garnison est à cette période assez mal noté par ses supérieurs, ce qui témoigne de son caractère et de son impatience à prendre part à des opérations de guerre.
Langlade fonde au Sénégal en 1941 l'embryon du 12e régiment de chasseurs d'Afrique sous le nom de 12e Groupe autonome de chasseurs d'Afrique (GACA). Ce groupe fût alors l'une des seules unités militaires françaises à disposer de chars, ces derniers étant exceptionnellement autorisés par la convention d'armistice afin de préserver l'intégrité de l'Afrique Occidentale Française. Le général Gouraud, commandant la cavalerie du Maroc, souligne notamment le succès du chef d'escadron de Langlade dans la mise sur pied et l'entraînement du 12e GACA.
Lors d'un passage en Algérie, Langlade rencontre le général Leclerc, lequel est sur le point de former une division militaire devant combattre en France. Sans attendre, il répond à l'appel du combat et engage son régiment qui sera la première unité de chars placée sous les ordres de Leclerc. Alors que le 12e régiment de chasseurs d'Afrique est intégré à la célèbre 2e division blindée (2e DB) en 1943, Langlade prend le commandement de l'un des quatre groupements tactiques de la division, le G.T.L. (Groupement Tactique Langlade), qui s'illustre lors de la campagne de libération de la France, de la Normandie à Strasbourg. Paul de Langlade participe notamment à la libération de Paris en août 1944 en entrant dans la capitale par les communes de Versailles et de Sèvres. Son rôle dans la libération de Nancy est récompensé par la remise de la cravate de commandeur de la Légion d'honneur par le général de Gaulle lui-même.
Tout au long de la campagne, le groupement du colonel de Langlade réalise de nombreux faits d'armes, parmi lesquels l'épisode de la bataille de Dompaire qui se déroule du 12 au 14 septembre 1944 et qui voit la destruction des forces allemandes de la 112e Panzer-Brigade, malgré l'infériorité numérique des soldats français. Cet événement est présenté dans les radios françaises de l'époque comme le plus grand exploit militaire enregistré depuis le débarquement de Normandie et est considéré de nos jours comme la plus grande bataille de chars de la campagne de France. À la suite de la bataille, le colonel de Langlade écrivit ces mots au général Koenig, alors Gouverneur militaire de Paris :
« Le Général LECLERC, Commandant la 2e Division Blindée, m’a exprimé le désir qu’une section de chars Panthers Mark V vous soit envoyée pour être mise comme trophée à la Ville de Paris. J’ai l’honneur de vous faire présenter cette section composée des deux seuls chars Panthers en état sur les 65 détruits par le Groupement Tactique Langlade, les 13 et 14 septembre 1944 dans les combats livrés par la 2e Division Blindée autour de Dompaire et de Damas, près d’Épinal. »

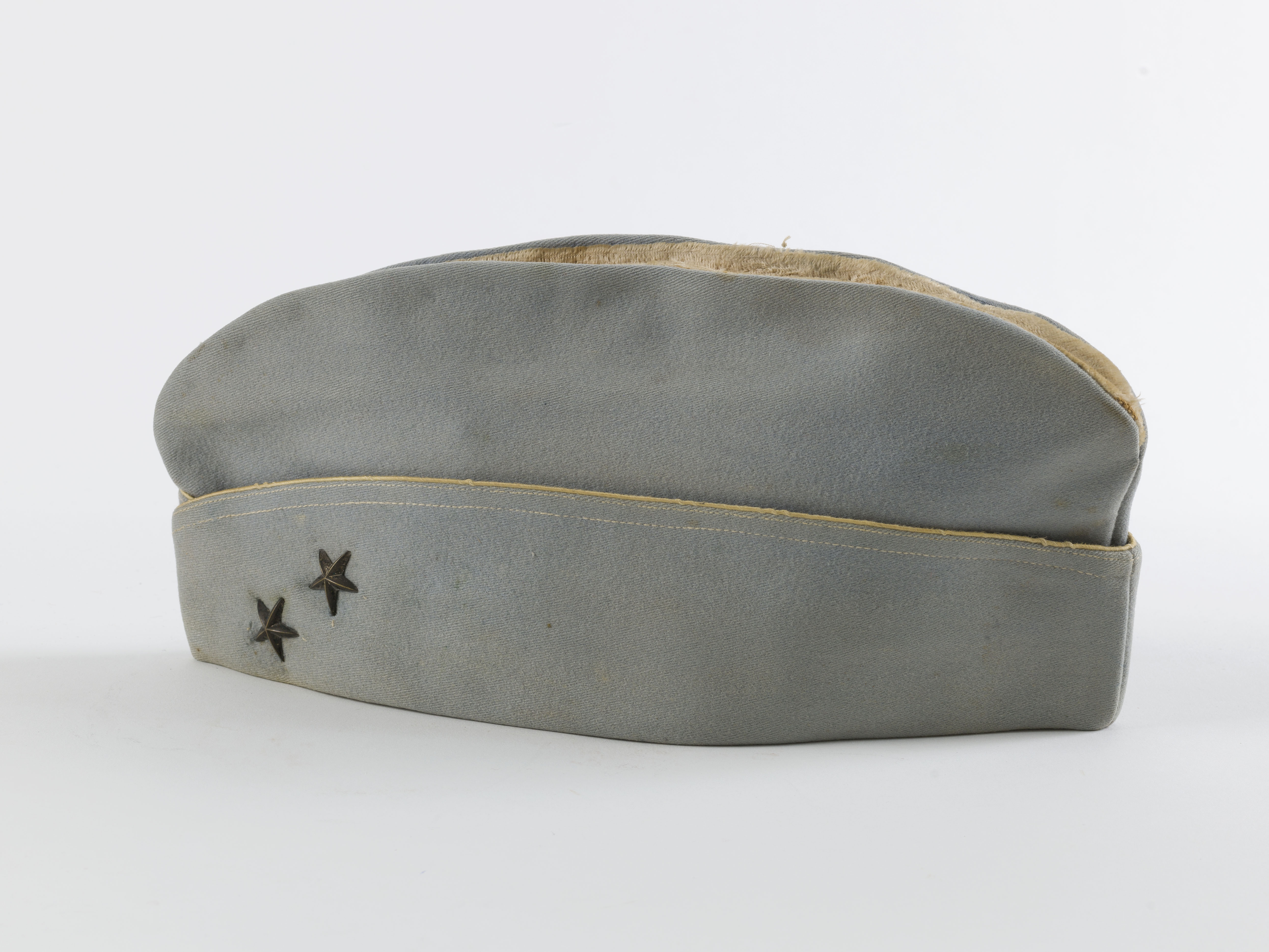
Bonnet de police du général de Langlade.

Ces blindés sont de nos jours conservés au sein du musée de l'arme blindée et de la cavalerie à Saumur. Après avoir participé activement à détruire la ligne de résistance allemande dans le massif des Vosges, son groupement tactique libère la ville de Strasbourg après y être entré en premier. Il y capture notamment le général Vaterotd, commandant les dernières unités ennemies retranchées dans le fort Ney. Langlade, qui fut nommé général à la suite de la charge sur Strasbourg, franchit le Rhin et s'arrête avec son unité ainsi que le reste de la 2e DB en Allemagne, à Berchtesgaden, où ils font partie des premières troupes françaises à parvenir au Berghof, la résidence secondaire du dirigeant du Troisième Reich, Adolf Hitler.

### Après Guerre et Guerre d'Indochine
À la fin de la Seconde Guerre Mondiale, le général de Langlade prend le commandement de la 3e division blindée en Rhénanie, alors membre des forces françaises d'occupation de l'Allemagne. Le 6 décembre 1945, il devient Gouverneur militaire de Strasbourg et commandant de la 10e région militaire. De 1947 à 1950, il commande l'École d'application de l'arme blindée et de la cavalerie à Saumur où il s'attache à transmettre son expérience du combat des blindés acquis lors de la campagne de France.
À partir de 1950, il commande la division de Casablanca au Maroc. Enfin, de 1952 à 1954, il est muté en Indochine et prend le commandement des forces terrestres du Cambodge qu'il mène personnellement au combat sur la frontière du Sud-Vietnam. Sa proximité avec le roi du Cambodge Norodom Sihanouk, qui fût élève à Saumur lorsqu'il dirigeait l'école, participa grandement au succès de sa mission. Le général de Langlade quitte le service actif au cours de l'année 1954 après avoir occupé pendant quelques semaines les fonctions d'adjoint au général Navarre, commandant en chef des forces en Indochine. Il est élevé à la dignité de grand-croix de la Légion d'honneur le 26 avril 1965.

## Grades
- 1915 : sous-lieutenant
- 1918 : capitaine
- 1936 : chef d'escadron
- 1942 : lieutenant-colonel
- 1943 : colonel
- 25 décembre 1944 : général de brigade
- 1948 : général de division
- 1954 : en retraite

## Distinctions
Au moment de quitter le service actif en 1954, il totalise 16 citations.
- Grand-croix de la Légion d'honneur le 26 avril 1965
- Médaille militaire
- Croix de guerre 1914-1918 (7 citations)
- Croix de guerre 1939-1945
- Croix de guerre des Théâtres d'opérations extérieurs (T.O.E)
- Croix de la Valeur militaire
- Croix du combattant
- Médaille coloniale (médaille des outre-mer)
- Chevalier de l'ordre de Léopold (Belgique)
- Grand officier de l'ordre du Ouissam alaouite (Maroc sous protectorat français)
- Commandeur de l'Étoile noire (Dahomey français)
- Silver Star Medal (États-Unis)

## Postérité
Le jeu vidéo World of Tanks a une médaille donnée en son honneur.
La rue principale de son village natal, Meilhaud, fut baptisée « Rue du Général Baron de Langlade ».
La 64e promotion de l'École militaire interarmes (2024-2026) porte le nom de « Général de Langlade ».